# Армата (гусенична платформа)

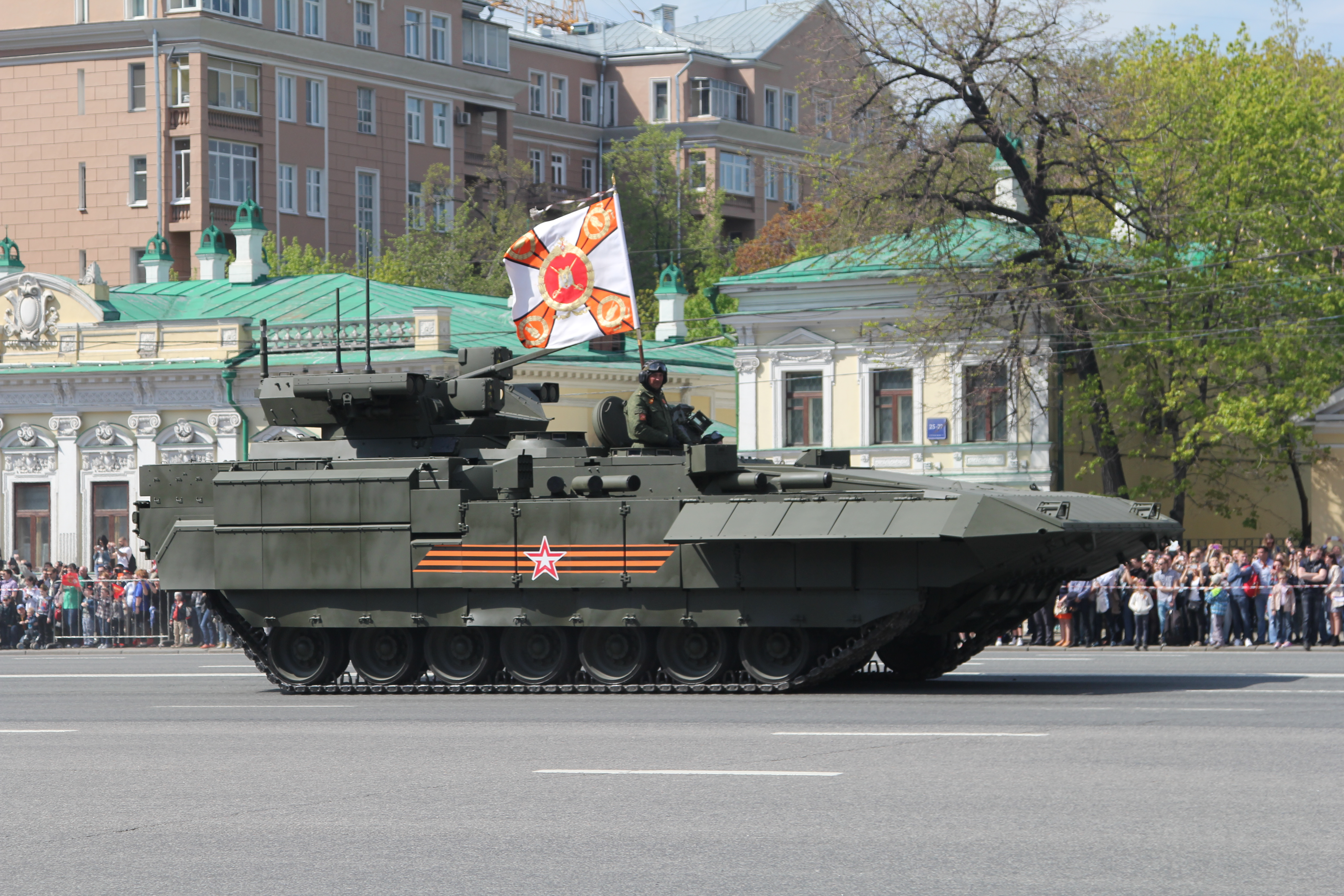
«Армата» — БМП

«Арма́та» — важка гусенична платформа, що розробляється Уралвагонзаводом з 2009—2010 року. Широкій публіці вироби на базі платформи вперше представлені на Красній площі в Москві на параді Перемоги в 2015 році. На основі уніфікованої платформи «Армата» планується створити основний бойовий танк Т-14, важку бойову машину піхоти Т-15, бойову машину підтримки танків, броньовану ремонтно-евакуаційну машину, шасі для самохідних артилерійських установок та інші.

## Транспортні засоби сімейства Армата
- Т-14 — основний бойовий танк.[1]
- Т-15 — важка бойова машина піхоти.
- 2С35 «Коаліція-СВ» — самохідна артилерійська установка калібру 152 мм. Наразі лише на шасі Т-90.
- Т-16[ru] — броньована ремонтно-евакуаційна машина.